# محمد شاه سلطان قدح
السلطان محمد شاه بن بادوكا سري السلطان معظم شاه (توفي في 23 أكتوبر 1237) هو السلطان الثالث لسلطنة قدح. كان عهده من 1202 إلى 1237. وكانت أول عملة ذهبية مستخدمة في سلطنة قدح مكتوبة على جانبيها «محمد شاه» و«سلطان قدح».